# Diane Adehm

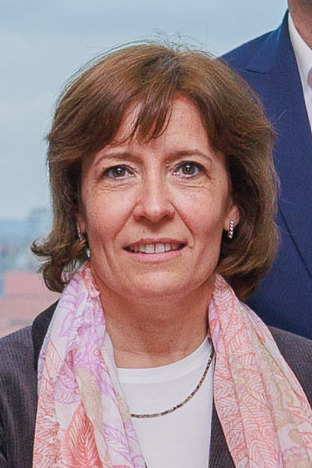
Diane Adehm, 2024

Diane Adehm (* 13. September 1970 in Ettelbrück, Kanton Diekirch) ist eine luxemburgische Politikerin der Chrëschtlech-Sozial Vollekspartei (CSV), die seit 2011 Mitglied der Abgeordnetenkammer ist.

## Leben
Diane Adehm begann nach dem Besuch des Lycée classique de Diekirch 1989 ein Studium der Wirtschafts- und Sozialwissenschaften an der Facultés universitaires Notre-Dame de la Paix (FUNDP), welches sie 1994 mit dem akademischen Grad Maîtrise des Sciences économiques et sociales beendete. Im Anschluss war sie von 1994 bis 1998 als Steuerberaterin bei PricewaterhouseCoopers sowie danach als Finanzprüferin bei der Post Luxembourg, ehe sie am 8. März 2011 als Finanzprüferin zum Rechnungshof (Rechnungshaff) wechselte. Zuvor hatte sie 2006 ein postgraduales Studium im Fach Management an der Sacred Heart University in Fairfield mit einem Master of Business Administration (MBA) abgeschlossen.
Ihre politische Laufbahn für die Christlich-Soziale Volkspartei CSV (Chrëschtlech-Sozial Vollekspartei) begann sie in der Kommunalpolitik und war zwischen dem 23. November 2005 und dem 1. Januar 2011 zunächst Mitglied des Gemeinderates von Hesperingen, wo sie seit dem 1. Januar 2011 Schöffin (Schäffe) ist. Am 8. März 2011 rückte Diane Adehm für die CSV als Nachfolgerin von Jean-Louis Schiltz als Mitglied der Abgeordnetenkammer (Chamber) nach und wurde bei den darauf folgenden Kammerwahlen am 20. Oktober 2013 und am 14. Oktober 2018 im Wahlbezirk Zentrum jeweils wiedergewählt. Während ihrer Parlamentszugehörigkeit war sie unter anderem zwischen dem 21. November 2011 und dem 6. Oktober 2013 zunächst Vize-Vorsitzende und ist seit dem 5. Dezember 2013 Vorsitzende des Ausschusses zur Kontrolle der Haushaltsausführung (Commission du Contrôle de l’exécution budgétaire). Außerdem ist sie seit dem 6. Dezember 2018 Vize-Vorsitzende des Ausschusses für den öffentlichen Dienst (Commission de la Fonction publique) sowie zudem seit dem 21. November 2022 Vize-Vorsitzende des Ausschusses für Digitalisierung, Medien und Kommunikation (Commission de la Digitalisation, des Médias et des Communications). Am 11. Mai 2011 wurde sie außerdem zur Präsidentin des CSV-Bezirks Zentrum gewählt.
Diane Adehm ist wohnhaft in Howald, verheiratet und Mutter eines Sohnes.